# Méhek (együttes)
A Méhek egy magyar együttes, két alapító tagja és frontembere Méhes Csaba és Hargitai Gábor. 1995 óta aktívak, 2005 óta Strokes-szal közösen lépnek fel. Eddig két albumuk jelent meg, a "Méhek" és a "ZIZI TOP". Magukról írják: "Mert humoros és mély értelmű dalok, pezsgő ritmusok, tutulás és mindehhez egy nem mindennapi megjelenés – ez az, amit a MÉHEK DiMuSzu (Dinamikus Multimédia Szupershow) Antikoncertje nyújt. " 

## Ismertebb dalaik
- Köszöntődal
- Páráppáráppáppárá
- Barbie-dal
- Zákié
- Sirius-dal
- Jaj, Béla, vigyázz, az ütvefúró veszélyes szerszám!
- Zizidal
- Skandinávia
- Kovácslakás
- Sírius-dal